# 交差反応性
一般的な意味での交差反応性（こうさはんのうせい、英: cross-reactivity）は、予期した主反応以外の反応を開始する被験物質の反応性である。このことは、医学における診断テストを含む、あらゆる種類のテストやアッセイに影響を及ぼし、偽陽性の原因となる可能性がある。免疫学では、交差反応性の定義は、特に抗原に対する免疫系の応答を指す。免疫系と2つの異なる病原体の抗原との間、あるいは1つの病原体と非病原体上のタンパク質との間に交差反応が起こる可能性があり、これがアレルギーの原因となる場合もある。   

## 医療検査における交差反応性
迅速診断検査を含む医療検査では、交差反応性が交絡（こうらく）の原因となる場合もあれば、有益な助けとなることもある。偽陽性エラーを引き起こす交絡の例として、ラテックス吸着試験において、目的の抗原ではなく別の抗原で凝集が起こる場合があげられる。交差反応性が有益となる例としては、他の抗原に特異的な抗体を使用してエプスタイン・バール・ウイルスを検出する異好性抗体試験がある。また、交差反応性は、ELISAやRIAなどの免疫およびタンパク質結合ベースのアッセイで妥当性確認する際に、一般的に評価される指標でもある。この場合、交差反応性は通常、アッセイの反応を一連の類似分析物と比較することで定量化され、パーセンテージで表される。実際には、複数の関連化合物の一定濃度範囲で検量線を作成し、検量線の中点（IC50）を予測して比較する。次にこの図から、標的化合物に対して干渉する可能性がある化合物に対するアッセイ応答の推定値を得る。

### 医薬品開発への応用
組織交差反応性アッセイ（tissue cross-reactivity assay）は、免疫組織化学に基づいた標準的な方法であり、治療用抗体のヒト第I相試験の前に必要である。
薬物検査では、多くの尿中薬物検査が免疫測定法を使用するため、ある程度の交差反応性がある。特定の薬物または他の化学物質が、別のカテゴリーの薬物に対して偽陽性を与えることがある。

## 免疫学における交差反応性
免疫学において交差反応性は、免疫原とは異なる抗原と抗体との間の反応という、より狭い意味を持つ。また、交差反応性は必ずしも交差防御を意味するものではないが、交差免疫（crossimmunity）や交差防御免疫（cross-protective immunity）と呼ばれることもある。場合によっては、交差反応が破壊的に作用し、ある病原体に対する免疫応答が、別の病原体に対する免疫応答を妨害または低下させる可能性がある。
適応免疫応答は、それを刺激した抗原（免疫原と呼ばれる）に特異的である。しかし、自然界に存在する見かけ上の抗原の多くは、実際にはいくつかのエピトープを含む高分子の混合物である（たとえば、病原体、毒素、タンパク質、花粉から）。ウイルスのような複雑な抗原に接触すると、ウイルスのさまざまな高分子や、それぞれの高分子の個々のエピトープに対して、複数の免疫応答が刺激される。たとえば、破傷風毒素は単一タンパク質の高分子抗原であるが、タンパク質の三次構造が多くの異なるエピトープをもたらすため、多くの免疫応答を刺激する。免疫応答を引き起こす毒素は、その応答を刺激するエピトープを持っている。タンパク質を変性させると、その機能を失わせることができるが、免疫系に免疫応答を起こすことができるため、患者に害を与えることなく免疫を作り出すことができる。
インフルエンザの株は多数あり、ある株に反応して産生された抗原が異なる株に対して防御を与える可能性があるため、交差反応性はインフルエンザのワクチン接種に影響を及ぼす。ただし、交差反応性は近縁のウイルス間である必要はなく、たとえば、インフルエンザウイルス特異的CD8+T細胞とC型肝炎ウイルス抗原との間には交差反応性がある。

### アレルギー
また、病原体と非病原体（食品など）に含まれるタンパク質との間に交差反応が起こることもある。また、2つの非病原体の間で交差反応が起こることもある。たとえば、ラテックスとバナナの間のアレルゲン交差反応性の原因として、ヘベイン様タンパク質ドメインが考えられている。
交差反応性は、同じ種または異なる種からの無関係なタンパク質が持つ同一の炭水化物構造によって引き起こされることがある。このような交差反応性炭水化物決定因子（CCD）は、アレルギー検査において問題となり、全患者の約5分の1が、コアにα1,3結合フコースを含むAsn結合オリゴ糖（N-グリカン）に対するIgE抗体を示す。CCDは明らかにアレルギー症状を誘発しないため、CCDへのIgEの結合に基づくin vitro検査での陽性は、偽陽性と評価されるべきである。
交差反応例
- クラゲの刺し傷でできるポリグルタミン酸(PGA)から、納豆アレルギー[7]
- 特定のダニにかまれることで、Alpha-gal アレルギー(哺乳類の肉アレルギー)[8]
- 医療関係者の手袋などに使われるラテックスのアレルギー患者の30‐50％が、アボカド・バナナ・クリ・キウイなどの果物ともアレルギー症状があり、逆に果物アレルギー患者は11％程度がラテックスに対してアレルギー症状を起こす[9]。

## 参照項目
1. ↑  Saitman A, Park HD, Fitzgerald RL (September 2014). "False-positive interferences of common urine drug screen immunoassays: a review". Journal of Analytical Toxicology. 38 (7): 387–96. doi:10.1093/jat/bku075. PMID 24986836。
2. ↑  Porrozzi R, Teva A, Amaral VF, Santos da Costa MV, Grimaldi G (September 2004). "Cross-immunity experiments between different species or strains of Leishmania in rhesus macaques (Macaca mulatta)". The American Journal of Tropical Medicine and Hygiene. 71 (3): 297–305. doi:10.4269/ajtmh.2004.71.297. PMID 15381810。
3. ↑  Mandelboim M, Bromberg M, Sherbany H, Zucker I, Yaary K, Bassal R, et al. (June 2014). "Significant cross reactive antibodies to influenza virus in adults and children during a period of marked antigenic drift". BMC Infectious Diseases. 14: 346. doi:10.1186/1471-2334-14-346. PMC 4107950. PMID 24950742。
4. ↑  Kasprowicz V, Ward SM, Turner A, Grammatikos A, Nolan BE, Lewis-Ximenez L, Sharp C, Woodruff J, Fleming VM, Sims S, Walker BD, Sewell AK, Lauer GM, Klenerman P (March 2008). "Defining the directionality and quality of influenza virus-specific CD8+ T cell cross-reactivity in individuals infected with hepatitis C virus". The Journal of Clinical Investigation. 118 (3): 1143–53. doi:10.1172/JCI33082. PMC 2214846. PMID 18246203。
5. ↑  Mikkola JH, Alenius H, Kalkkinen N, Turjanmaa K, Palosuo T, Reunala T (December 1998). "Hevein-like protein domains as a possible cause for allergen cross-reactivity between latex and banana". The Journal of Allergy and Clinical Immunology. 102 (6 Pt 1): 1005–12. doi:10.1016/S0091-6749(98)70339-2. PMID 9847442。
6. ↑  Altmann F (2007). "The role of protein glycosylation in allergy". International Archives of Allergy and Immunology. 142 (2): 99–115. doi:10.1159/000096114. PMID 17033195。
7. ↑  日本放送協会. “サーファーと納豆？ 食物アレルギーを引き起こす意外な組み合わせ - クローズアップ現代”. クローズアップ現代 - NHK. 2023年4月26日閲覧。
8. ↑  CDC (2023年4月14日). “Alpha-gal syndrome” (英語). Centers for Disease Control and Prevention. 2023年4月27日閲覧。
9. ↑  北林, 耐「ラテックスアレルギー 病態生理と診断・治療」『日本ゴム協会誌』第88巻第9号、2015年、351–357頁、doi:10.2324/gomu.88.351、ISSN 0029-022X。